# Pomorje

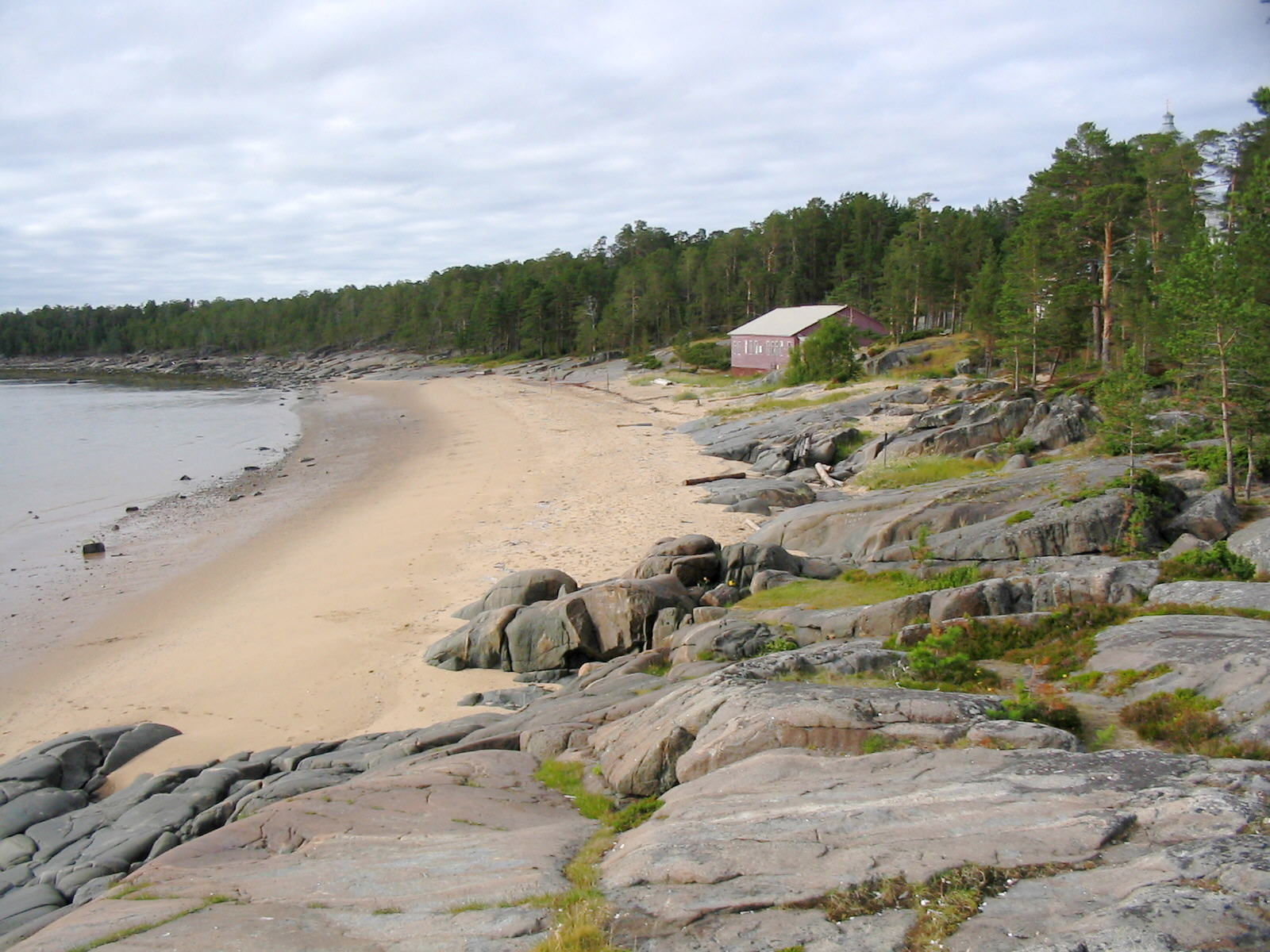
Landschaft auf einer Insel im Weißen Meer

Pomorje (russisch Поморье) ist eine historische Landschaft im Norden des europäischen Teils Russlands. Pomorje bedeutet in den slawischen Sprachen etwa am Meer (vgl. russisch more für Meer) und hat die gleiche Etymologie wie die Bezeichnung Pommern. Die in Pomorje lebenden Menschen wurden Pomoren genannt.

## Geschichte
Pomorje war im 15. bis 17. Jahrhundert die Bezeichnung einer Verwaltungseinheit im Norden Russlands, welche das riesige Gebiet von den Küsten des Weißen Meeres und des Onegasees über die Einzugsgebiete der Flüsse Onega, Nördliche Dwina, Mesen, Petschora, Kama und Wjatka bis zum Ural erstreckte. Ebenso wurde der Begriff Pomorskije goroda (russisch Поморские города, also Pomorische Städte) für die Städte dieses Gebietes verwendet.
Ureinwohner von Pomorje waren finno-ugrische Völker, wie Karelier, Komi und Samen. Im 12. Jahrhundert begann die Kolonisation zunächst des westlichen Teiles des Gebietes durch russische Siedler. Vom 12. bis zum 15. Jahrhundert war Pomorje faktisch Kolonie der Republik Nowgorod. Am Anfang des 16. Jahrhunderts war die Angliederung von Pomorje an das Großfürstentum Moskau abgeschlossen, es nahm ungefähr die Hälfte des Staatsgebietes ein.
In weiten Teilen des Gebietes wurde die Urbevölkerung von den russischen Siedlern bis zum 17. Jahrhundert assimiliert. Den größten Bevölkerungsanteil der 22 damals bestehenden pomorischen Ujesde stellten nun russische freie Bauern dar. Großgrundbesitz und Leibeigenschaft wie in Zentralrussland gab es hier nicht. Ein Teil des Landes gehörte russisch-orthodoxen Klöstern und der Händlerdynastie der Stroganows. Neben Ackerbau in den südlichen Teilen von Pomorje beschäftigte sich die Bevölkerung in den nördlicheren Teilen des Gebietes mit Fischfang, Glimmerbergbau, Eisenmetallurgie (in Karelien) und Salzförderung (Solikamsk, Solwytschegodsk, Totma).
Pomorje war Ausgangspunkt für den frühen Handel auf der nördlichen Route und die spätere Kolonisation Sibiriens, so über Häfen wie Onega, Pustosersk und später Archangelsk. Andererseits war ab dem 16. Jahrhundert das Mündungsgebiet der Nördlichen Dwina bzw. speziell Archangelsk wichtiger Umschlagplatz im Handel mit Westeuropa.

## Spätere Verwendung des Begriffs
Mit der Einteilung Russlands in Gouvernements im 18. Jahrhundert verlor der Begriff Pomorje seine verwaltungstechnische Bedeutung. Er blieb jedoch bis heute als historische Landschaftsbezeichnung erhalten, besonders mit Bezug auf die Bedeutung des Gebietes und seiner Städte für die Geschichte Russlands. Meist wird er enger, für die Küstengebiete südlich (Pomorje-Küste, russisch Pomorski bereg, zwischen Kem und Onega) und östlich des Weißen Meeres um die größte und wichtigste Stadt der Pomorje, Archangelsk, gebraucht.